# Michael Stahl-David
Michael Stahl-David (født 1982 i Chicago, Illinois i USA) er en amerikansk skuespiller, måske bedst kendt for sine tv-roller som Sean Donnelly i The Black Donnellys og som hovedrollen i den J. J. Abrams-producerede horrorfilm Cloverfield fra 2008.
Han bestod fra Lincoln Park High School i 2001 og begyndte samme år at starte en skuespillerkariere. Han studerede senere på Columbia College i Chicago. David forventes at spille med som hovedrollen Justin i filmen The Project, der får premiere i løbet af 2008.

## Filmografi/tv-serier
| År   | Titel                        | Rolle          | Noter             |
| ---- | ---------------------------- | -------------- | ----------------- |
| 2008 | The Project                  | Justin         | (post-produktion) |
| 2008 | Cloverfield                  | Robert Hawkins | Film              |
| 2007 | The Black Donnellys          | Sean Donnelly  | TV-serie          |
| 2007 | Law & Order: Criminal Intent | Riordan Grady  | TV-serie          |
| 2003 | Uncle Nino                   | Craig          | Film              |
| 2001 | New Port South               | Rossetti       | Film              |